# Kantianism
Kantianismul reprezintă o orientare filozofică întemeiată pe lucrările filozofului de origine germană Immanuel Kant și pe alte mișcări identice inspirate de scrierile acestuia. Îi găsim originea în Germania perioadei iluministe, mai precis spre sfârșitul secolului XVIII și începutul secolului XIX. Până într-un anumit punct, această orientare poate fi identificată cu mișcarea idealistă germană, deși kantianismul presupune în același timp acceptarea poziției kantiene pe domeniile filosofiei politice, filosofiei minții, epistemologiei și în special pe etică, pe lângă idealismul său metafizic. Este des asociat cu mișcarea romantică.

## Caracteristici
În anii 1780 și 1790, Kant a încercat să redefinească naiva formulare a idealismului pe care însuși ierarhul și filozoful George Berkeley a dat-o curentului, care presupunea că realitatea fundamentală constă doar din idei sau gânduri, „aflate fie în spiritul lui Dumnezeu, fie în spiritele agenților conștienți pe care el i-a creat” și nu există lume materială. În același timp, Kant dorea să combine elementele a două școli de gândire dominante în secolul XVIII:  Raționalismul (conform căruia cunoașterea era înnăscută, își afla originea a priori în rațiune) și Empirismul (conform căruia cunoașterea putea fi obținută doar prin simțuri, a posteriori). Idealismul transcendental kantian afirma că știm mai mult decât niște simplele idei într-o minte divină postulate de Berkeley. Sunt introduse conceptele de noumen (lucru-în-sine) și fenomen; noumenul poate fi real atât empiric, cât și transcendental, chiar dacă nu poate fi cunoscut în mod direct. Acesta din urmă poate fi cunoscut doar prin intermediul fenomenului (el este filtrat de simțurile noastre și este intuit de noi doar așa cum ne apare, nu așa cum este în sine).

### Etica
Viziunea etică a lui Kant este de orientare deontologica (se referă la acțiunile bune sau rele realizate de către un agent moral din datorie, în opoziție cu cele realizate de un agent moral în vederea unei consecințe bune sau rele) și este centrată pe conceptul de datorie. Este întemeiată pe ideea că rațiunea este bună în sine și că toți indivizii sunt ființe raționale. Contribuția sa majoră a fost teoria imperativului categoric care susține că trebuie să acționezi întotdeauna conform unei asemenea maxime care poate să devină în același timp o lege universală (ex: Să nu ucizi, să nu furi etc.), adică să fie aplicabilă pentru toți într-o situație identică.
Exemplificare:  Sunteți într-o stație feroviară. Pe linia din fată dumneavoastră sunt legate 5 persoane, iar un tren cu frânele distruse se apropie în viteză. Cele 5 persoane nu pot fi salvate la timp. Ați putea devia trenul pe o linie alăturată, însă observați că o altă persoană și-a blocat piciorul între traversele liniei. Ce faceți?
- Deontologia kantiană - dacă vom devia trenul și-l vom ucide pe cel blocat, atunci acțiunea este imorală. Ne-am folosit de acea persoană ca mijloc pentru un scop (a-i salva pe ceilalți 5), și nu ca scop în sine.
- Utilitarismul - consecința cea mai bună: moare o persoană, dar salvăm cinci. Moralitatea acțiunii depinde doar de consecință.

## Perioada post-kantiană
În anii 1790 au început să apăra în Germania așa-zișii semi-kantieni, care au modificat elemente pe care le considerau inadecvate, echivoce sau chiar greșite. Aceștia erau reprezentați de nume precum Friedrich Schiller (1759-1805), Friedrich Bouterwek (1766-1828) sau Jakob Friedrich Fries (1773-1843). Intervalul 1790-1835 a fost caracterizat drept perioada idealiștilor germani post-kantieni, Johann Gottlieb Fichte, Friedrich Schelling, Georg Wilhelm Friedrich Hegel și Arthur Schopenhauer devenind unii dintre cei mai influenți. Criticismul schopenhauerian a fost caracterizat drept o mișcare a întoarcerii la gândirea kantiană, inspirând mai târziu curentul neo-kantian care se va întinde până în secolul XX.

## Neo-kantianismul
Reluarea studiilor gândirii kantiene în universitățile din Germania a avut loc începând în 1860, fiind în prima etapă doar o mișcare epistemologică. Neo-kantianismul s-a extins în scurt timp asupra întregului domeniu al filozofiei. Primul impuls a fost dat de către cercetătorii naturaliști; Hermann von Helmholtz aplica studiile fiziologice ale simțurilor la întrebarea epistemologică a percepției spațiale ridicată de Critica Rațiunii Pure. Mișcarea ajungea la apogeu odată cu gândirea școlii Marburg, reprezentată de Hermann Cohen și Paul Natorp. Aceștia din urmă au respins naturalismul lui Helmholtz și au reinițiat importanța metodei transcendentale. Ernst Cassirer, altă personalitate a școlii Marburg, a aplicat principiile kantiene la fenomenul cultural. Între timp, Wilheim Windelband și Heinrich Rickert au introdus kantianismul în filozofia istoriei. Neo-kantianismul a fost influent pentru fenomenologia lui Edmund Husserl și pentru primele lucrări scrise de Martin Heidegger.

## Legături externe
- Kant's Moral Philosophy pe Stanford Enciclopedia of Philosophy
- Immanuel Kant pe philosophypages.com
- Immanuel Kant pe Internet Encyclopedia of Philosophy